# Луговська Ніна Сергіївна
Ніна Сергіївна Луговська (рос. Нина Серге́евна Луговская; 25 грудня 1918 — 27 грудня 1993) — радянська художниця і театральна декораторка, яка пережила ГУЛАГ. Під час Великого терору Йосипа Сталіна Луговська була авторкою щоденника, який був виявлений радянськими каральними органами та використаний для засудження всієї її родини в антирадянській агітації. Переживши Колиму, Луговська навчалася в Серпуховському художньому училищі, а в 1977 році вступила до Спілки художників СРСР. Після розпаду Радянського Союзу її щоденник було знайдено недоторканим у картотеці НКВД про її родину. Він був опублікований 2003 року, і в результаті Ніну назвали «російською Анною Франк».

## Сім'я та молодість
Батьки Ніни були освіченими професіоналами. Її батько, Сергій Рибін-Луговський, був економістом і пристрасним прихильником партії соціалістів-революціонерів, а мати, Любов Луговська, була педагогинею. У Ніни було дві старші сестри-близнючки Ольга та Євгенія (їх ще звали Ляля та Женя), 1915 року народження.
Вперше Сергій був заарештований 1917 року, ще до революції, а після неї обіймав державну посаду, але знову був заарештований і засланий у 1919 році. Через три роки він повернувся, і сім'я переїхала до Москви, де він керував хлібопекарським кооперативом, в якому працювало 400 осіб. Після націоналізації економіки в 1928 році бізнес був закритий, а Сергій був заарештований і знову засланий до містечка на північ від Москви. Тут Ніна почала писати свої щоденники. У 1935 році Сергій був заарештований і ув'язнений у Москві, куди його відвідала Ніна незадовго до заслання до Казахстану.
Хоча у неї було багато друзів, Ніна страждала від депресії та неодноразово довіряла свої суїцидальні фантазії у своєму щоденнику. Ніна також страждала від амбліопії, що робило її дуже самосвідомою. У своєму щоденнику вона часто розповідала про свою ненависть до Сталіна та Комуністичної партії Радянського Союзу. Ці переконання виникли в результаті неодноразових переслідувань НКВД і внутрішнього заслання її батька, який у 1920-х роках був НЕПманом.

## Арешт
4 січня 1937 року щоденник Ніни був вилучений під час обшуку НКВД на квартирі Луговських. Підкреслені для обвинувачення уривки включали суїцидальні думки Ніни, її скарги на комуністичне виховання її вчителями, її вірність переслідуваному батькові та її часто висловлювані надії, що хтось уб'є Йосипа Сталіна.
За «свідками» щоденника Ніну, її матір і двох сестер заарештували й засудили до п'яти років каторжних робіт у таборах на Колимі в Заполяр'ї. Відбувши покарання, вона була звільнена в 1942 році і наступні сім років відбувала заслання у глухому районі Колими. Мама та сестри Ніни пережили Колиму. Любов померла в 1949 році, а її батько в 1950-х.

## Шлюб
У Магадані Ніна вийшла заміж за Віктора Л. Темпліна, художника, товариша по ГУЛАГу.

## Кар'єра
Ніна працювала артисткою в театрах Магадана, Стерлітамака, Пермської області. Оформляючи Магаданський театр, Ніна познайомилася з художником Василем Шухаєвим і стала вважати себе його ученицею.
Після 1957 року Віктор і Ніна жили у Володимирі, Росія. Вона була формально реабілітована в 1963 році після особистого звернення до Микити Хрущова, який скасував її судимість, посилаючись на «бездоказові звинувачення». 1977 року вона стала членом спількт Радянського Союзу та провела кілька персональних виставок у 1970-х і 1980-х років, де її картини були представлені в кількох будівлях і публічній бібліотеці. Ті, хто знав Ніну та Віктора в їхніх літах, не знали про їхній ГУЛАГ. Обидва вони дожили до розпаду Радянського Союзу в 1991 році.

## Смерть
Ніна Темпліна померла 27 грудня 1993 року і була похована на Улибишевському кладовищі поблизу Володимира.

## Щоденник
Після смерті Ніни її щоденник знайшла в радянських архівах активістка правозахисної організації «Меморіал» Ірина Осипова. У той час Осипова займалася дослідженнями протистояння сталінізму та повстань у ГУЛАГу. Під глибоким враженням від щоденника Осипова вирішила його опублікувати.
У 2003 році московське видавництво «Глас» вперше надрукувало скорочену версію щоденника Ніни англійською мовою під назвою «Щоденник радянської школярки». У 2007 році Houghton Mifflin опублікував новий переклад Ендрю Бромфілда. Він мав назву «Я хочу жити: щоденник молодої дівчини в сталінській Росії». Жирним шрифтом були надруковані всі місця, підкреслені НКВД.
У своїх щоденниках Ніна демонструвала зневагу до більшовиків, писала: «Ці криваві більшовики! Як я їх ненавиджу! Усі лицеміри, брехуни й мерзотники», «Я відчувала, як у мене в горлі піднімається гнів від більшовиків, мій відчай у власному безсиллі», «Ці паршиві більшовики взагалі не думають про нас, молодь, не думають про своє адже ми теж люди!». В одному з уривків вона розповідала, що «в Ленінграді без слідства і суду було заарештовано і розстріляно 69 білогвардійців».
Її щоденники відображають націоналістичний патріотизм, в яких вона пише про інцидент з СС Челюскіним: «хотілося плакати від щастя і співчуття цим великим героям… взяти участь у загальному торжестві». Про свою країну вона написала: «Як це може бути? Велика Росія і великий російський народ потрапили в руки негідника. Хіба це можливо? Та Росія, яка стільки років боролася за свободу і яка нарешті досягла її, Росія раптово поневолила себе».

## Свідчення про Голодомор
<31 августа 1933>. Странные дела творятся в России. Голод, людоедство… Многое рассказывают приезжие из провинции. Рассказывают, что не успевают трупы убирать по улицам, что провинциальные города полны голодающими, оборванными крестьянами. Всюду ужасное воровство и бандитизм. А Украина? Хлебная, раздольная Украина… Что сталось с ней? Ее не узнаешь теперь. Это вымершая, безмолвная степь. Не видно золотой высокой ржи и волосатой пшеницы, не колышатся от ветра их тяжелеющие колосья. Степь поросла бурьяном. Не видно на ней обширных и веселых деревень с их беленькими украинскими хатками, не слышно звучных украинских песен. Там и сям виднеются вымершие, пустые деревни. Украина разбежалась. Упорно и безостановочно стекаются беженцы в крупные города. Не раз их гнали обратно, целыми длинными составами туда – на верную смерть. Но борьба за существование брала верх, люди умирали на железнодорожных вокзалах, поездах и все же добирались до Москвы. Но как же Украина? О, большевики предупредили и это несчастье. Те незначительные участки земли, засеянные весною, убираются Красной армией, посланной туда специально для этой цели.